# Малий Сабськ
Малий Сабськ (рос. Малый Сабск) — присілок у Волосовському районі Ленінградської області Російської Федерації.
Населення становить 18 осіб. Належить до муніципального утворення Сабське сільське поселення.

## Історія
Від 1 серпня 1927 року належить до Ленінградської області.

## Населення
| 1997 | 2007 | 2010 | 2014 | 2017 |
| ---- | ---- | ---- | ---- | ---- |
| 5    | ↗8   | ↗48  | ↘15  | ↗18  |